# دبیرخانه بخش نائولا
دبیرخانه بخش نائولا (به لاتین: Naula Divisional Secretariat) یک منطقهٔ مسکونی در سری‌لانکا است که در ناحیه متاله واقع شده‌است.